# Manganeses de la Lampreana
Manganeses de la Lampreana is een gemeente in de Spaanse provincie Zamora in de regio Castilië en León met een oppervlakte van 60,02 km². Manganeses de la Lampreana telt 499 inwoners (1 januari 2016).

## Demografische ontwikkeling
Bron: INE, 1857-2011: volkstellingen
Opm.: In 1966 werd de gemeente Riego del Camino aangehecht